# Golkonda

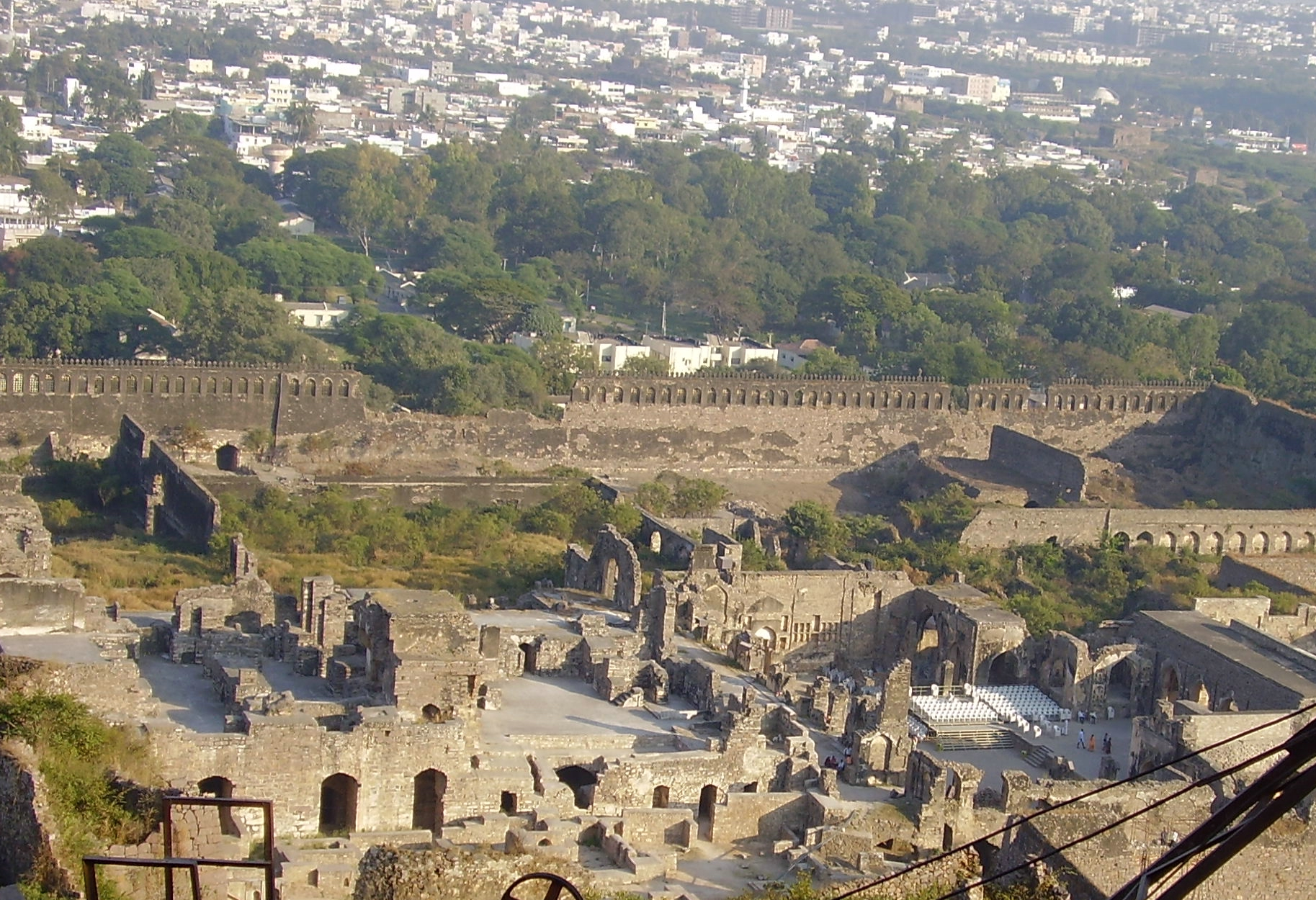
Uitzicht over Haiderabad (stad).

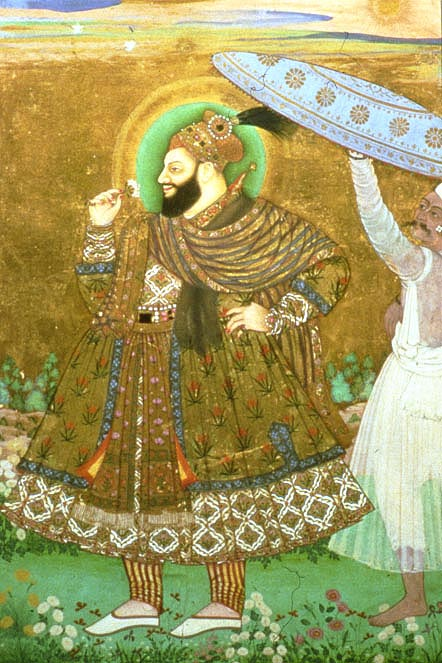
Abul Hasan Qutb Shah, de laatste sultan van de Qutb Shahidynastie.

Golkonda is een oude ruïnestad in de Indiase deelstaat Telangana. De stad ligt op een 120 meter hoge heuvel, bestaand uit graniet, niet ver van de stad Haiderabad.
Grofweg bestaat het complex uit vier forten die samen omringd worden door een 10 km lange muur.

## Naam
Mogelijk werd de naam Golkonda afgeleid van het woord Golla Konda, wat herder betekent in het Telugu. Volgens de legende werd op de heuvel een godenbeeld gevonden door een herdersjongen. Dit was voor de heerser van de Kakatiyadynastie een reden om een primitief fort te laten bouwen.

## Geschiedenis
De geschiedenis van het fort begint ergens in de 12e eeuw. In die tijd heerste de Kakatiyadynastie over het gebied. Later zou het gebied veroverd worden door de heerser van Warangal. Hierna volgde een inval door de sultan van het Bahmanidenrijk.
Van 1518 tot 1687 was de stad onderdeel van het gelijknamige sultanaat Golkonda, waarvan het tot 1591 de hoofdstad was. In dat jaar liet sultan Muhammad Quli Qutb Shah een nieuwe hoofdstad bouwen: Haiderabad. Golkonda raakte daarna in verval. In Golkonda was van 1662 tot 1733 een handelspost van de VOC gevestigd.

## Diamanten
In het zuidoosten van het Golkondagebied liggen voor zover bekend de oudste diamantmijnen ter wereld. Hier is een aantal van de grootste en bekendste diamanten ter wereld gevonden, waaronder:
- Hopediamant
- Regent
- Koh-i-Noor
- Darya-ye Noor
- Beau Sancy
- Florentiner
- Orlovdiamant
- Farnese